# Yrys (Landgemeinde)

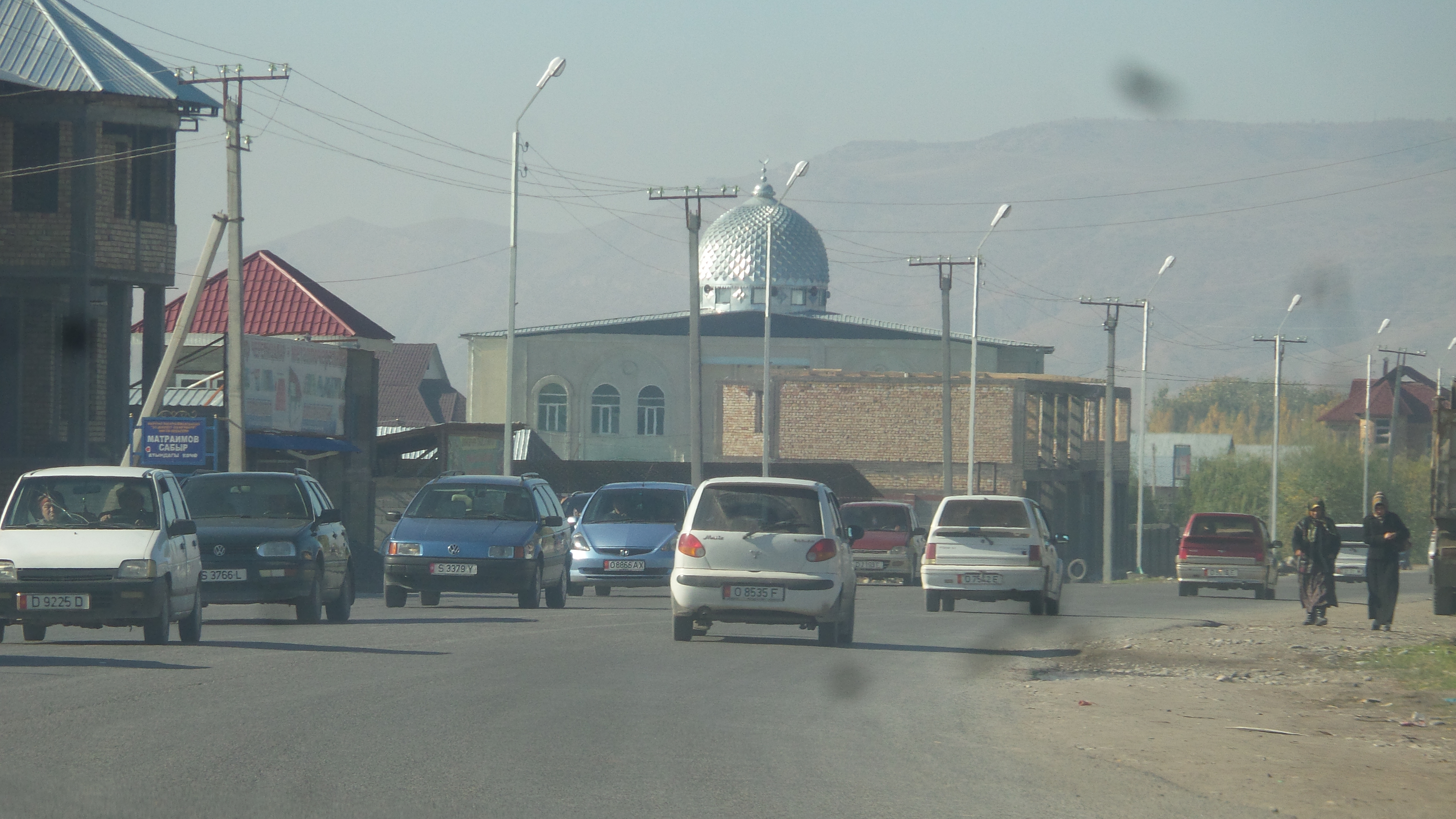
In Yrys (2014)

Yrys ist eine aus 12 Dörfern bestehende Landgemeinde (aiyl okmutu) im Rajon Susak im Oblus Dschalal-Abad in Kirgisistan. Hauptort ist Kümüsch-Asis. Im Jahr 2021 hatte die gesamte Gemeinde 45.529 Einwohner. 2009 waren es 31.465. Namensgebend ist das Dorf Yrys.

## Geschichte
Die Landgemeinde wurde 1996 gegründet. Sie ist benannt nach Yrys Kudaiberdijewa, einer Traktorfahrerin, die in einer Kolchose arbeitete. Sie wurde im Jahr 1934 von Reicheren gefoltert und verbrannt. Die Mörder mussten sich vor Gericht verantworten und der Dorfrat benannte die Gemeinde ihr zu Ehren.

## Dörfer
In der Landgemeinde liegen 12 Dörfer:
| Name                | Einwohner 2009 | Einwohner 2021 | Anmerkungen                                                          |
| ------------------- | -------------- | -------------- | -------------------------------------------------------------------- |
| Kümüsch-Asis        | 4.302          | 6.446          | Verwaltungssitz                                                      |
| Aral-Sai            | 1.971          | 3.051          |                                                                      |
| Dschar-Kyschtak     | 4.497          | 6.592          | früher Kirow                                                         |
| Djomjor             | 2.112          | 3.097          |                                                                      |
| Kajnar              | 439            | 132            |                                                                      |
| Kurgak-Kjol         | 4.605          | 6.055          |                                                                      |
| Kyr-Dschol          | 565            | 630            |                                                                      |
| Ladan-Kara          | 6.384          | 9.467          |                                                                      |
| Massadan            | 1.640          | 2.464          | Geburtsort des ehemaligen kirgisischen Präsidenten Kurmanbek Bakijew |
| Sasyk-Bulak         | 389            | 203            |                                                                      |
| Totija              | 2.427          | 3.466          |                                                                      |
| Tschymtschyk-Dschar | 708            | 1.550          |                                                                      |
| Yrys                | 1.426          | 2.141          |                                                                      |